# Максимовка (Карловский район)
Максимовка (укр. Максимівка) — село, Максимовский сельский совет,
Карловский район,
Полтавская область,
Украина.
Код КОАТУУ — 5321683401. Население по переписи 2001 года составляло 817 человек.
Является административным центром Максимовского сельского совета, в который, кроме того, входят сёла
Владимировка,
Давыдовка,
Короленковка,
Новые Паучки,
Павловщина и
Тарасовка.

## Географическое положение
Село Максимовка находится на берегу реки Тагамлык,
выше по течению на расстоянии в 1 км расположены сёла Владимировка и Павловщина,
ниже по течению на расстоянии в 6 км расположено село Кошмановка (Машевский район).
Река в этом месте пересыхает, на ней сделано несколько запруд.
Через село проходит автомобильная дорога Т-1722.

## Происхождение названия
На территории Украины 22 населённых пункта с названием Максимовка.

## Экономика
- «Отчизна», сельскохозяйственное ООО.

## Объекты социальной сферы
- Школа.